# Norbert Pexa
Norbert Pexa (24. května 1908 Lišov – 10. září 1985 Praha) byl český a československý politik Československé strany lidové a poválečný i poúnorový poslanec Ústavodárného Národního shromáždění a Národního shromáždění ČSR. V 60. letech politicky pronásledován a vězněn.

## Biografie
Pocházel z rodiny truhláře. Vyučil se hodinářem a v letech 1933-1951 byl samostatným živnostníkem. V období let 1951-1961 pracoval jako technický úředník v podniku DEZA (Kovodílo). Od 20. let byl členem ČSL. V roce 1938 byl zvolen zastupitelem Prahy XII. Ve straně reprezentoval spolu s Eduardem Fuskem živnostníky.
V parlamentních volbách v roce 1946 byl zvolen poslancem Ústavodárného Národního shromáždění za ČSL. V parlamentu setrval do konce funkčního období, tedy do voleb do Národního shromáždění roku 1948, v nichž byl zvolen do Národního shromáždění za ČSL ve volebním kraji Praha. Během únorového převratu v roce 1948 patřil v rámci lidové strany k frakci loajální vůči KSČ, která v ČSL převzala moc. V parlamentu zasedal do konce funkčního období, tedy do voleb do Národního shromáždění roku 1954.
V lednu 1961 byl zatčen a na základě vykonstruovaného obvinění odsouzen na dva roky vězení pro trestný čin podvracení republiky. Nejprve vězněn v Praze a později na Mírově. V květnu 1962 byl předčasně propuštěn a poté pracoval v dělnických profesích. Roku 1968 odešel do důchodu.